# Trachelostenidae
Trachelostenidae je čeleď brouků z nadčeledi Tenebrionoidea. Rod Trachelostenus žije v Chile.

## Taxonomie
- Rod Trachelostenus
  - Trachelostenus inaequalis
- Rod Lagriola